# Austin Challenger 1999
L'Austin Challenger 1999 è stato un torneo di tennis facente parte della categoria ATP Challenger Series nell'ambito dell'ATP Challenger Series 1999. Il torneo si è giocato a Austin negli Stati Uniti dal 20 al 26 settembre 1999 su campi in cemento.

## Vincitori

### Singolare
André Sá ha battuto in finale  Glenn Weiner con il punteggio di 7–5, 6–2

### Doppio
Marcos Ondruska /  Wesley Whitehouse hanno battuto in finale  Paul Goldstein /  Adam Peterson con il punteggio di 7–5, 4–6, 6–2